# رودخانه استودنیتسا
رودخانه استودنیتسا (به انگلیسی: Studenica (river)) رودخانه‌ای است که در صربستان جریان دارد.